# 中央区 (さいたま市)
中央区（ちゅうおうく）は、埼玉県さいたま市を構成する10区のうちの一つ。概ね市の中央部に位置し、旧与野市域にさいたま新都心西側の一部が加わった区域で構成される。交通の利便性が高く住みやすい住環境のもとで、さいたま新都心や彩の国さいたま芸術劇場などを生かしたまちづくりが進められている。
埼玉県庁やさいたま市役所、新幹線停車駅である大宮駅などのさいたま市の都市機能は概ね旧浦和市と旧大宮市の中心部が含まれる浦和区と大宮区に集中しているため「中央区」という名称ではあるものの、東京都中央区や大阪市中央区などとは異なり、さいたま新都心の一部を除いて区内にはさいたま市の中心市街地はほとんど含まれない。

## 地理

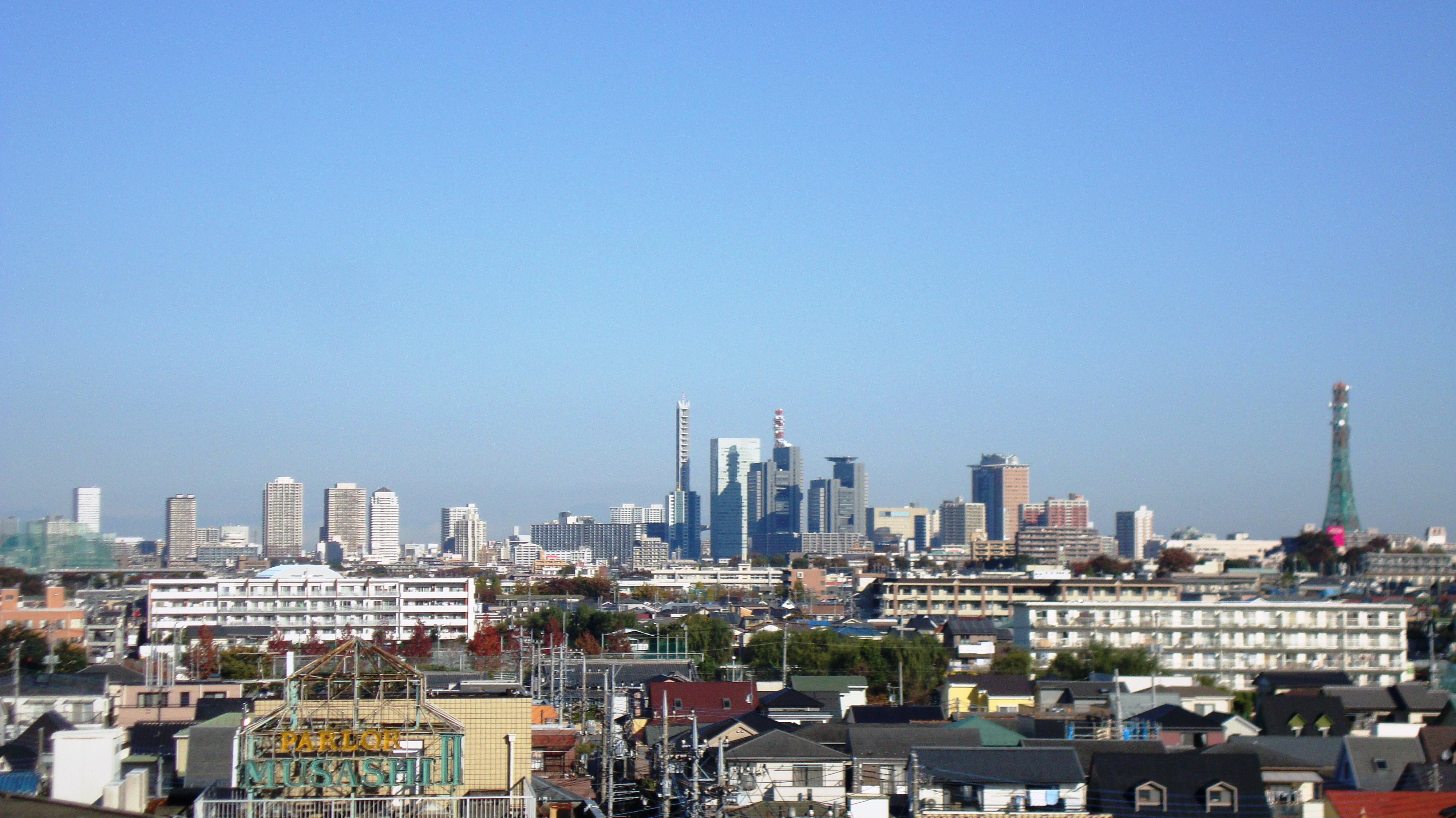
中央区東部の風景（中浦和駅より撮影）

中央区の区域は、南側を先端としたくさび状をしており、南北方向に約5.5km、東西方向に約3.5kmの広がりを持つ。
区域は旧与野市の範囲にほぼ相当するが、旧与野市の全域に加えて、同市の北東側に位置する旧浦和市上木崎一丁目、旧大宮市北袋町一丁目・吉敷町二丁目・錦町の各一部を含む（現：中央区新都心の一部）。
これは、さいたま市が政令指定都市に移行するにあたり行政区を設定する過程で、旧3市にまたがっていた「さいたま新都心土地区画整理事業区域西側地区（さいたま新都心のうち東北本線以西の地域）」を、一体的にこの区に編入することとなったことによる。このため、中央区の面積は、旧与野市の8.29km2よりもわずかに広い8.39km2である。なお、この面積は、さいたま市の10区の中で最小である。

### 地形
関東平野の中に位置するさいたま市中央区は、地形は、これらの河川に沿って台地と低地とが南北方向に縞模様を描く形となっている。区内および近隣の河川の多くは、北から南に向かって流れ、土地は東から台地 - 低地 - 台地 - 低地と並んでいる。また、区の全域の標高が低く、最も低い地点で海抜4.7m（大戸二丁目）、最も高い地点で標高16.6m（鈴谷四丁目）である。
このうち最も東に位置するのは、大宮台地（北足立台地）の浦和大宮支台である。その西側には鴻沼川（霧敷川）を中心に形成された幅約500mの鴻沼低地が形成されている（谷底平野）。さらにその西側には大宮台地（北足立台地）の与野支台があり、区の最西部は区の西方を流れる荒川沿いに形成された荒川低地となっている。
- 河川・水路：鴻沼川（霧敷川）、高沼用水路

### 土地利用
区内839haのうち482.9haを宅地が占め、農地や山林はきわめて少ない。2020年（令和2年）国勢調査時点で区の全域が人口集中地区 (DID) に含まれている。ただし、鴻沼川（霧敷川）の両側は市街化調整区域となっており、農地や空地がみられる。南部は昭和初期に行われた浦和耕地整理によって浦和市街地と区画を一体化して整備されたため比較的早期から宅地形成が進んだ。
与野の古くからの市街地（本町）は大宮台地の与野支台にあるが、区役所やさいたま市中央消防署、市立与野図書館といった行政施設の多くは、その東側の鴻沼低地におかれている。区北東端はさいたま新都心地区に含まれており、関東甲信越地方を所掌する国の行政機関やさいたまスーパーアリーナがある。

## 歴史
区誕生前の歴史については、与野市も参照。

### 区名の由来
旧与野市域をほぼそのまま継承していながら、区名は「与野区」ではなく「中央区」である。区内に「与野」を含む町丁名は現存せず、「与野」の地名は駅名や学校名などに残るのみとなった。
|   | 名称       | 件数  |
| 1 | 与野区     | 1,941 |
| 2 | 中央区     | 1,171 |
| 3 | 新都心区   | 435   |
| 4 | 彩央区     | 267   |
| 5 | 中央与野区 | 88    |
| 6 | 埼京区     | 60    |

この区名は、政令指定都市への移行時に設置された他の8区と同様に、 2002年（平成14年）に4回にわたり開催された「さいたま市区名選定委員会」（委員長：井原勇旧与野市長）の報告文書「さいたま市の区の名称について」をうけて決定された。この委員会では、「与野区」と「中央区」のいずれを採用すべきかについて、「与野」が歴史的な地名であること、区名公募や「区名投票」において「与野区」の区名案が第2位の「中央区」に大差をつけて1位となっていたこと、委員長の井原勇による「さいたま市誕生前の合併協議会において与野区ではなく中央区にすべきとの結論が出ていた」旨の発言に対して一部の委員が事前の裏取引ではないかとして猛反発したことなどから、議論が紛糾した。報告文書では、9区の中で唯一、名指しで「与野区にすべきであるとの意見があった」との一文が加えられている。
また、委員会後には「「中央区」の区名を「与野区」に変更を求める」旨の請願がさいたま市議会に提起されたが、これも不採択となった。

#### 区名の決定過程
- 2001年（平成13年）10月22日 - さいたま市行政区画審議会の最終答申により、さいたま市に設置される9区の区画がおおむね決定される。現中央区の仮称は「E区」[9]。
- 2002年（平成14年）2月21日 - 第1回さいたま市区名選定委員会において、区名公募や「区名投票」の実施が了承される[10]。
- 5月1日 - 24日 - 市内在住・在勤・在学者を対象とした区名案の公募が行われる。E区の上位3件は1位：「与野区」882件、2位：「中央区」514件、3位「新都心区」24件[11]。
- 6月22日 - 区名検討市民の会において、E区の6つの区名案（与野区・中央区・新都心区・彩央区・埼京区・中央与野区）が選定される[12]。
- 8月1日～16日 - 市民意向調査としての位置づけで、はがきによる「区名投票」が実施される。E区は「与野区」が1,941件と全体の48.99%と占め、「中央区」1,171件、「新都心区」435件、「彩央区」267件、「中央与野区」88件、「埼京区」60件に大差をつけての1位となった[13]。
- 9月30日 - 第4回さいたま市区名選定委員会において、委員長の井原勇が「区名案についての委員長私案」として全9区の区名案を提示し、この中でE区について「さいたま新都心を擁し、地理的に市域の中央に位置していること」を理由に区名投票第2位の「中央区」を選定した。この際、井原は合併協議会時の経緯として「与野区ではなく中央区にすべきとの結論が出て、3市の合併が達成できた」「新都心地域は大宮区に入ることになっていたが、浦和・与野の住民は猛反発し、(中略）新都心が与野に入ると決まったときに、「与野という名前は困る」「新都心が入るんだから中央区にすべき」といろいろ論議の末、与野の行政区に属することに決まった」「立場上、今、与野区に引っ繰り返すことはできない」などと発言した。これに対して学識経験者の委員であった田代脩（埼玉大学教授）や田中信明（読売新聞社さいたま支局支局長）は、「中央区ははじめから決まっていたような話ではないか」「大宮区・C区が、新都心地区をE区に組み込むことを了とする代わりに、与野区と名乗らせないといった趣旨の裏取引があったかのように聞こえる」などと猛反発した。最終的に、挙手による採決を経て井原の私案通りの「中央区」が選定された。
- 10月2日 - さいたま市行政区画審議会が、市長に対して審議結果を報告。

### 年表・沿革
- 1879年（明治12年） - 足立郡の区域をもって行政区画としての北足立郡が発足、北足立郡与野町となる。
- 1889年（明治22年）4月1日 - 北足立郡与野町・小村田村・下落合村・上落合村・中里村・大戸村、鈴谷村・上峰村・八王子村・円阿弥村が合併して与野町となる。旧与野町にあたる部分は大字与野となった（現在の本町東・本町西）。
- 1958年（昭和33年）7月15日 - 市制施行により与野市となる。
- 2000年（平成12年）5月5日 - さいたま新都心街びらき。
- 2001年（平成13年）5月1日 - 浦和市・大宮市・与野市が合併してさいたま市となる。
- 2003年（平成15年）4月1日 - さいたま市の政令指定都市への移行に伴い、旧与野市とさいたま新都心西側地区を区域とする中央区が設置される。
- 2004年（平成16年）12月15日 - 本町西の日本ピストンリング与野工場跡地に、イオン与野ショッピングセンター（現：イオンモール与野）が開業。
- 2017年（平成29年）1月1日 - さいたま赤十字病院が、区内上落合から現在地（新都心1番地5）に移転。
- 2018年（平成30年）4月1日 - 埼玉県推計人口において、中央区の人口が初めて10万人を突破する[14]。

## 人口
中央区成立後から毎年4月1日の人口。中央区発足後、微増が続いていたが、2024年4月には、前年同月比の人口を下回った。住民基本台帳人口より（台帳法改正前の2012年以前は台帳人口+外国人登録人口の数値）。
| \| 2003年（平成15年） \| 87,921人 \| \| \| 2004年（平成16年） \| 89,639人 \| \| \| 2005年（平成17年） \| 90,562人 \| \| \| 2006年（平成18年） \| 91,454人 \| \| \| 2007年（平成19年） \| 91,586人 \| \| \| 2008年（平成20年） \| 93,425人 \| \| \| 2009年（平成21年） \| 94,560人 \| \| \| 2010年（平成22年） \| 95,244人 \| \| \| 2011年（平成23年） \| 95,673人 \| \| \| 2012年（平成24年） \| 95,875人 \| \| \| 2013年（平成25年） \| 96,473人 \| \| \| 2014年（平成26年） \| 97,860人 \| \| \| 2015年（平成27年） \| 98,609人 \| \| \| 2016年（平成28年） \| 99,164人 \| \| \| 2017年（平成29年） \| 99,711人 \| \| \| 2018年（平成30年） \| 100,504人 \| \| \| 2019年（令和1年） \| 101,351人 \| \| \| 2020年（令和2年） \| 102,163人 \| \| \| 2021年（令和3年） \| 102,576人 \| \| \| 2022年（令和4年） \| 102,955人 \| \| \| 2023年（令和5年） \| 103,151人 \| \| \| 2024年（令和6年） \| 103,050人 \| \| \| 2025年（令和7年） \| 103,110人 \| \| |           |  |
| |           |  |
| 2003年（平成15年） | 87,921人  |  |
| 2004年（平成16年） | 89,639人  |  |
| 2005年（平成17年） | 90,562人  |  |
| 2006年（平成18年） | 91,454人  |  |
| 2007年（平成19年） | 91,586人  |  |
| 2008年（平成20年） | 93,425人  |  |
| 2009年（平成21年） | 94,560人  |  |
| 2010年（平成22年） | 95,244人  |  |
| 2011年（平成23年） | 95,673人  |  |
| 2012年（平成24年） | 95,875人  |  |
| 2013年（平成25年） | 96,473人  |  |
| 2014年（平成26年） | 97,860人  |  |
| 2015年（平成27年） | 98,609人  |  |
| 2016年（平成28年） | 99,164人  |  |
| 2017年（平成29年） | 99,711人  |  |
| 2018年（平成30年） | 100,504人 |  |
| 2019年（令和1年） | 101,351人 |  |
| 2020年（令和2年） | 102,163人 |  |
| 2021年（令和3年） | 102,576人 |  |
| 2022年（令和4年） | 102,955人 |  |
| 2023年（令和5年） | 103,151人 |  |
| 2024年（令和6年） | 103,050人 |  |
| 2025年（令和7年） | 103,110人 |  |

## 町名
中央区内では、多くの区域で住居表示に関する法律に基づく住居表示が実施されている。住居表示実施前の町名等欄で下線がある町名はその全部、それ以外はその一部である。
| 町名         | 町名の読み     | 町区域設定年月日 | 住居表示実施年月日 | 住居表示実施前の町名等                                     | 備考 |
| ------------ | -------------- | ---------------- | ------------------ | ---------------------------------------------------------- | ---- |
| 上峰一丁目   | うえみね       | 2001年5月1日     | 1981年10月1日      | 大字上峰字陣屋・字真土                                     |      |
| 上峰二丁目   | うえみね       | 2001年5月1日     | 1981年10月1日      | 大字上峰字相谷・字内道・字大門・字新畑、大字与野字宮前     |      |
| 上峰三丁目   | うえみね       | 2001年5月1日     | 1982年10月1日      | 大字上峰字陣屋・字真土・字大門                             |      |
| 上峰四丁目   | うえみね       | 2001年5月1日     | 1982年10月1日      | 大字上峰字大門・字新畑・字内道                             |      |
| 円阿弥一丁目 | えんなみ       | 2001年5月1日     | 1981年10月1日      | 大字円阿弥字東浦、大字与野字西                             |      |
| 円阿弥二丁目 | えんなみ       | 2001年5月1日     | 1981年10月1日      | 大字円阿弥字西浦、大字八王子字宅地                         |      |
| 円阿弥三丁目 | えんなみ       | 2001年5月1日     | 1981年10月1日      | 大字円阿弥字東浦、大字与野字小村田                         |      |
| 円阿弥四丁目 | えんなみ       | 2001年5月1日     | 1981年10月1日      | 大字円阿弥字西浦                                           |      |
| 円阿弥五丁目 | えんなみ       | 2001年5月1日     | 1981年10月1日      | 大字円阿弥字山王西                                         |      |
| 円阿弥六丁目 | えんなみ       | 2001年5月1日     | 1981年10月1日      | 大字円阿弥字東浦・字山王東                                 |      |
| 円阿弥七丁目 | えんなみ       | 2001年5月1日     | 1982年10月1日      | 大字円阿弥字東浦・字山王東、大字与野字小村田               |      |
| 大戸一丁目   | おおと         | 2001年5月1日     | 1980年3月1日       | 大字大戸字南・字高沼・字本村                               |      |
| 大戸二丁目   | おおと         | 2001年5月1日     | 1980年3月1日       | 大字大戸字高沼・字西谷                                     |      |
| 大戸三丁目   | おおと         | 2001年5月1日     | 1980年3月1日       | 大字大戸字西谷・字本村                                     |      |
| 大戸四丁目   | おおと         | 2001年5月1日     | 1980年3月1日       | 大字大戸字新田・字曲庭・字本村                             |      |
| 大戸五丁目   | おおと         | 2001年5月1日     | 1980年3月1日       | 大字大戸字新田・字曲庭・字上大寺・字亀在家・字西谷         |      |
| 大戸六丁目   | おおと         | 2001年5月1日     | 1980年3月1日       | 大字大戸字上大寺・字亀在家・字西谷・字高沼                 |      |
| 大字上落合   | かみおちあい   | 2001年5月1日     | 未実施             |                                                            |      |
| 上落合一丁目 | かみおちあい   | 2001年5月1日     | 1997年2月17日      | 大字上落合                                                 |      |
| 上落合二丁目 | かみおちあい   | 2001年5月1日     | 1992年2月1日       | 大字上落合                                                 |      |
| 上落合二丁目 | かみおちあい   | 2001年5月1日     | 1997年2月17日      | 大字上落合                                                 |      |
| 上落合三丁目 | かみおちあい   | 2001年5月1日     | 1997年2月17日      | 大字上落合                                                 |      |
| 上落合四丁目 | かみおちあい   | 2001年5月1日     | 1997年2月17日      | 大字上落合                                                 |      |
| 上落合五丁目 | かみおちあい   | 2001年5月1日     | 1997年2月17日      | 大字上落合                                                 |      |
| 上落合六丁目 | かみおちあい   | 2001年5月1日     | 1997年2月17日      | 大字上落合                                                 |      |
| 上落合七丁目 | かみおちあい   | 2001年5月1日     | 1997年2月17日      | 大字上落合                                                 |      |
| 上落合八丁目 | かみおちあい   | 2001年5月1日     | 1997年2月17日      | 大字上落合                                                 |      |
| 上落合九丁目 | かみおちあい   | 2001年5月1日     | 1997年2月17日      | 大字上落合                                                 |      |
| 桜丘一丁目   | さくらおか     | 2001年5月1日     | 1981年10月1日      | 大字与野字宮前                                             |      |
| 桜丘二丁目   | さくらおか     | 2001年5月1日     | 1981年10月1日      | 大字与野字西                                               |      |
| 大字下落合   | しもおちあい   | 2001年5月1日     | 未実施             |                                                            |      |
| 下落合二丁目 | しもおちあい   | 2001年5月1日     | 1987年10月1日      | 大字下落合                                                 |      |
| 下落合三丁目 | しもおちあい   | 2001年5月1日     | 1987年10月1日      | 大字下落合、大字上落合                                     |      |
| 下落合四丁目 | しもおちあい   | 2001年5月1日     | 1987年10月1日      | 大字下落合                                                 |      |
| 下落合五丁目 | しもおちあい   | 2001年5月1日     | 1987年10月1日      | 大字下落合                                                 |      |
| 下落合六丁目 | しもおちあい   | 2001年5月1日     | 1987年10月1日      | 大字下落合                                                 |      |
| 下落合七丁目 | しもおちあい   | 2001年5月1日     | 1987年10月1日      | 大字下落合、大字与野                                       |      |
| 新都心       | しんとしん     | 2001年5月1日     | 未実施             |                                                            |      |
| 新中里一丁目 | しんなかざと   | 2001年5月1日     | 1995年8月7日       | 大字中里、大字大戸                                         |      |
| 新中里二丁目 | しんなかざと   | 2001年5月1日     | 1995年8月7日       | 大字中里、大字大戸                                         |      |
| 新中里三丁目 | しんなかざと   | 2001年5月1日     | 1995年8月7日       | 大字中里、大字下落合                                       |      |
| 新中里四丁目 | しんなかざと   | 2001年5月1日     | 1995年8月7日       | 大字中里、大字下落合                                       |      |
| 新中里五丁目 | しんなかざと   | 2001年5月1日     | 1995年8月7日       | 大字中里、大字下落合                                       |      |
| 鈴谷一丁目   | すずや         | 2001年5月1日     | 未実施             |                                                            |      |
| 鈴谷二丁目   | すずや         | 2001年5月1日     | 未実施             |                                                            |      |
| 鈴谷三丁目   | すずや         | 2001年5月1日     | 1988年10月1日      | 大字鈴谷字今宮・字札之辻                                   |      |
| 鈴谷四丁目   | すずや         | 2001年5月1日     | 1988年10月1日      | 大字鈴谷字南・字今宮・字札之辻・字戸崎                     |      |
| 鈴谷五丁目   | すずや         | 2001年5月1日     | 1988年10月1日      | 大字鈴谷字高沼・字戸崎・字札之辻                           |      |
| 鈴谷六丁目   | すずや         | 2001年5月1日     | 1988年10月1日      | 大字鈴谷字高沼・字矢垂・字戸崎                             |      |
| 鈴谷七丁目   | すずや         | 2001年5月1日     | 1988年10月1日      | 大字鈴谷字矢垂・字今宮                                     |      |
| 鈴谷八丁目   | すずや         | 2001年5月1日     | 1988年10月1日      | 大字鈴谷字今宮・字小井戸・字矢垂                           |      |
| 鈴谷九丁目   | すずや         | 2001年5月1日     | 1988年10月1日      | 大字鈴谷字小井戸・字高沼                                   |      |
| 八王子一丁目 | はちおうじ     | 2001年5月1日     | 1981年10月1日      | 大字八王子字富士塚・字境木                                 |      |
| 八王子二丁目 | はちおうじ     | 2001年5月1日     | 1981年10月1日      | 大字八王子字白山・字宅地                                   |      |
| 八王子三丁目 | はちおうじ     | 2001年5月1日     | 1981年10月1日      | 大字八王子字南宅地・字苗塚・字神門崎・字前原、大字与野字西 |      |
| 八王子四丁目 | はちおうじ     | 2001年5月1日     | 1981年10月1日      | 大字八王子字前原・字蛭田・字横手・字堤下                   |      |
| 八王子五丁目 | はちおうじ     | 2001年5月1日     | 1981年10月1日      | 大字八王子字前田・字殿の前・字堤下・字蛭田・字横手         |      |
| 本町西一丁目 | ほんまちにし   | 2001年5月1日     | 1982年10月1日      | 大字与野字宮前・字西                                       |      |
| 本町西二丁目 | ほんまちにし   | 2001年5月1日     | 1982年10月1日      | 大字与野字西                                               |      |
| 本町西三丁目 | ほんまちにし   | 2001年5月1日     | 1982年10月1日      | 大字与野字西、大字八王子字境木                             |      |
| 本町西四丁目 | ほんまちにし   | 2001年5月1日     | 1982年10月1日      | 大字与野字西、大字円阿弥字東浦                             |      |
| 本町西五丁目 | ほんまちにし   | 2001年5月1日     | 1982年10月1日      | 大字与野字小村田、大字円阿弥字東浦                         |      |
| 本町西六丁目 | ほんまちにし   | 2001年5月1日     | 1982年10月1日      | 大字与野字小村田                                           |      |
| 本町東一丁目 | ほんまちひがし | 2001年5月1日     | 1984年2月1日       | 大字与野字巽、大字下落合字本村                             |      |
| 本町東二丁目 | ほんまちひがし | 2001年5月1日     | 1984年2月1日       | 大字与野字巽                                               |      |
| 本町東三丁目 | ほんまちひがし | 2001年5月1日     | 1984年2月1日       | 大字与野字東                                               |      |
| 本町東四丁目 | ほんまちひがし | 2001年5月1日     | 1984年2月1日       | 大字与野字東                                               |      |
| 本町東五丁目 | ほんまちひがし | 2001年5月1日     | 1984年2月1日       | 大字与野字東                                               |      |
| 本町東六丁目 | ほんまちひがし | 2001年5月1日     | 1984年2月1日       | 大字与野字小村田                                           |      |
| 本町東七丁目 | ほんまちひがし | 2001年5月1日     | 1984年2月1日       | 大字与野字小村田                                           |      |

## 行政

### 行政機関
- 中央区役所 - 旧与野市の市庁舎であった。周辺の公共施設とともに、老朽化し更新の時期を迎えていることから、市のマスタープラン「与野本町駅周辺地区まちづくりマスタープラン」において位置づけられた「中央区役所周辺の公共施設再編と空間のリニューアル」の中で、「事業敷地内で再編が想定される施設」に区分されている[17]。

- 浦和西警察署 - さいたま新都心地区周辺の新都心・大字上落合を除く中央区、桜区の全域、および浦和区の上木崎一丁目を管轄する。中央区のうち新都心・大字上落合は、大宮警察署が管轄している。

- さいたま市消防局 中央消防署
- さいたま新都心合同庁舎 - 中央省庁の関東地方を管轄する出先機関（地方支分部局）が集積している。

- 浦和税務署 - 浦和区から移転。中央区も管轄内。

- さいたま第2法務総合庁舎、さいたま地方法務局
- 東京出入国在留管理局 さいたま出張所

### 選挙区
中央区は、以下の選挙区に属している。
- 衆議院議員総選挙（小選挙区） ： 埼玉県第5区（中央区と西区・北区・大宮区とで構成）
- 埼玉県議会選挙（定数1） ： 南第7区
- さいたま市議会選挙（定数5） ： 中央区選挙区

## 施設・名所

### 主な施設
- さいたま新都心
  - さいたま新都心合同庁舎
  - さいたまスーパーアリーナ
  - けやきひろば
  - 日本郵政グループさいたまビル・さいたま新都心郵便局
  - 明治安田生命さいたま新都心ビル
  - NTT東日本 さいたま新都心ビル
  - JRさいたま新都心ビル
  - NTTドコモさいたまビル
- 彩の国さいたま芸術劇場
- 二木屋（国登録有形文化財）
- イオンモール与野
- アルーサ北与野
- さいたま市図書館（与野図書館・与野南図書館・与野図書館西分館）

### 主なホテル
- ホテルメトロポリタンさいたま新都心
- THE MARK GRAND HOTEL（旧ラフレさいたま）
- ホテル ブリランテ武蔵野
- 与野第一ホテル

### 主な公園・寺社
- 与野公園：1877年（明治10年）開園。1977年（昭和52年）に造園されたバラ園が有名であり、バラは旧与野市民の花および現中央区の花である。
- 与野中央公園

- 与野森林第2公園
- 妙行寺：金比羅堂境内に推定樹齢1000年のカヤの巨木があり、「与野の大カヤ」として国の天然記念物に指定されている。カヤは旧与野市の木であった。
- 与野七福神
- 八王子公園
- 上落合公園
- 上落合北公園
- 鈴谷西公園
- 鈴谷東公園
- 大戸公園

### 病院・保健医療施設
- さいたま赤十字病院

- 埼玉県立小児医療センター
- 埼玉精神神経センター
- 虎の門病院さいたま診療所
- さいたま市保健所

## 経済

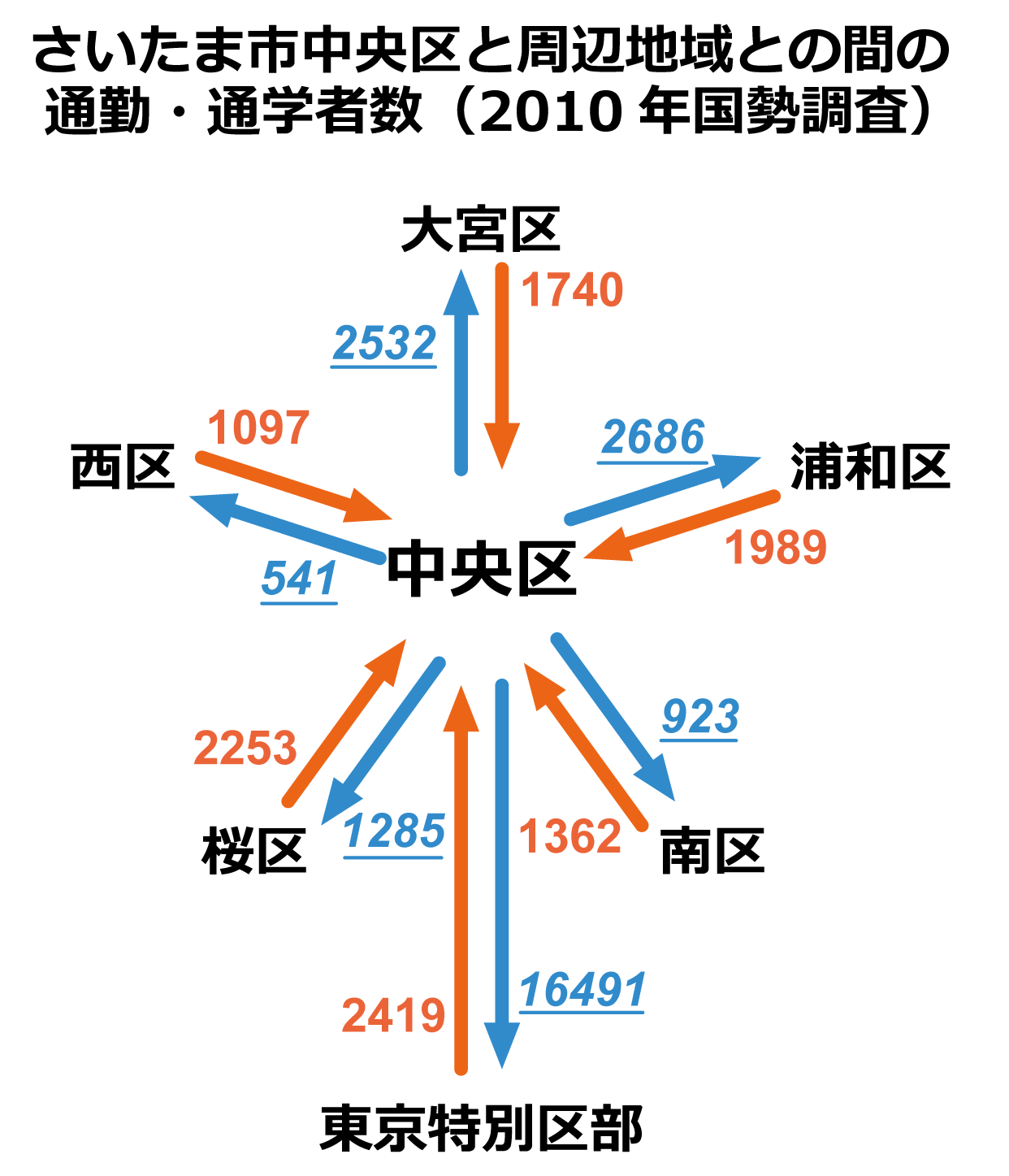
中央区は、東京や浦和区・大宮区に対する郊外という側面と、桜区・西区に対する中心部としての側面を併せ持つ。

### 企業・機関
- 日本郵政グループさいたまビル（日本郵便株式会社 関東支社　旧・さいたま新都心郵政庁舎）
- 水資源機構 本社
- クラリオン 本社
- 日本ピストンリング 本社
- 島忠 本社
- 安楽亭 本社
- 埼玉トヨタ自動車 本社
- 埼玉トヨペット 本社
- 埼玉日産自動車 本社
- ホンダカーズ埼玉 本社
- 埼玉スバル 本社
- 与野フードセンター 本社
- でんきち　本社
- メディカル・ケア・サービス 本社
- ドイト 本社（2020年1月まで。現在はコーナンが運営）

### 通勤・通学流動
東京の都心部から約25kmの距離にあるさいたま市中央区は、さいたま市の他の区と同様、東京都心部への通勤・通学者が多く、東京の郊外都市としての性格が強い。同時に、さいたま市内において行政・商業・業務など都市機能の集積した浦和区や大宮区への通勤・通学者も多く、これらの地域に対する郊外としての特徴も持つ。
一方で、西区や桜区に対しては、中央区から流出する通勤・通学者よりも、中央区に流入する通勤・通学者の方が多い。
2020年現在、中央区の夜間人口103,269人に対して昼間人口は103,692人であり、昼夜間人口比率は100.4%である。この昼夜間人口比率は、東京の郊外としての性格が強い埼玉県（昼夜間人口比率89.6%）やさいたま市（昼夜間人口比率92.9%）の中では、比較的高い水準にある。

## 交通

### 鉄道
東日本旅客鉄道（JR東日本）
 埼京線
- - 南与野駅 - 与野本町駅 - 北与野駅 -

区内でもっとも乗車人員数が多い鉄道駅は埼京線南与野駅であり、2019年度乗車人員は17,428人である。
埼京線は区内各駅に快速の停車がある。
なお、区の北東側京浜東北線（・宇都宮線・湘南新宿ライン）の境界がほぼ線路に沿っており、同線の与野駅およびさいたま新都心駅は、それぞれ駅の一部が区内に含まれるが、与野駅の所在地は浦和区、さいたま新都心駅の所在地は大宮区となっている。

### バス
- 国際興業バス
- 西武バス
- 丸建つばさ交通

### 道路
高速道路
- S2　首都高速埼玉新都心線（新都心西出入口・新都心出入口）
- S5　首都高速埼玉大宮線（与野JCT・与野出入口）

国道・県道・一般道路
- 国道17号（中山道）
- 国道17号（新大宮バイパス）
- 国道463号（埼大通り）
- 埼玉県道56号さいたまふじみ野所沢線
- 埼玉県道57号さいたま鴻巣線（新六間道路）
- 埼玉県道119号与野停車場線
- 埼玉県道159号さいたま北袋線
- 埼玉県道165号大谷本郷さいたま線（本町通り）
- 埼玉県道214号新方須賀さいたま線
- 埼玉県道215号宗岡さいたま線
- 与野中央通り
- たつみ通り
- 八幡通り
- 西大通り
- 西口駅前大通り
- せせらぎ通り
- ふじ通り
- 里見通り
- 白鍬通り
- 市役所通り
- 大戸中通り
- 南大通東線

## 教育

### 小学校
- さいたま市立与野本町小学校
- さいたま市立上落合小学校
- さいたま市立大戸小学校
- さいたま市立下落合小学校
- さいたま市立与野西北小学校
- さいたま市立鈴谷小学校
- さいたま市立与野八幡小学校
- さいたま市立与野南小学校

### 中学校
市立
- さいたま市立与野東中学校
- さいたま市立与野西中学校
- さいたま市立与野南中学校
- さいたま市立八王子中学校

私立
- 淑徳与野中学校

### 高等学校
- 埼玉県立いずみ高等学校
- 埼玉県立与野高等学校
- 淑徳与野高等学校

### 大学
- 埼玉県立大学大学院サテライトキャンパス
- 日本赤十字看護大学 さいたま看護学部

### 特別支援学校
- 埼玉県立けやき特別支援学校

## ゆかりのある人物
出身者については与野市#出身著名人を参照。
- 小林麻央 - キャスター、女優
- 梨元勝 - 芸能リポーター
- 加藤克巳 - 歌人

## ギャラリー
- さいたまスーパーアリーナ
- さいたま新都心・けやき広場のイルミネーション
- 彩の国さいたま芸術劇場
- さいたま市保健所
- 与野公園のバラ園